# جاشوآ بروکس
جاشوآ بروکس (انگلیسی: Joshua Brookes؛ ۲۴ نوامبر ۱۷۶۱ – ۱۰ ژانویهٔ ۱۸۳۳) یک جانورشناس اهل بریتانیا بود.